# Dolsk (rejon kowelski)
Dolsk (ukr. Дольськ) – wieś na Ukrainie w rejonie kowelskim obwodu wołyńskiego.

## Historia
W dniu 15 czerwca 1844 r. zmarła tutaj Konstancja Cichocka Żwanowa, nieślubna córka króla polskiego Stanisława Augusta Poniatowskiego i Magdaleny Agnieszki Lubomirskiej. Pochowano ją 17 czerwca 1844 r. na cmentarzu parafialnym w pobliżu parafii Turzysk. 
Do 2020 w rejonie turzyskim. 